# Esperança (álbum de Brother Simion)
Esperança é o segundo álbum de estúdio do cantor Brother Simion, lançado em 1994. A canção-título recebeu uma versão em videoclipe gravado em Jerusalém e consagrou a carreira solo do artista.[carece de fontes?]

## Antecedentes
Em carreira solo, Brother Simion fez sua estreia em 1992 com Brother, projeto que trouxe a sua parceria com Rick Bonadio. Na mesma época, Bonadio produziu Cristo ou Barrabás, álbum responsável pela reformulação musical e de formação do Katsbarnea.

## Gravação
Esperança manteve e foi a última parceria de Simion e Bonadio, com repertório totalmente escrito por Brother e Estevam Hernandes, exceto "Sopra Espírito", colaboração com Sônia Hernandes.

## Lançamento e recepção
| Críticas profissionais | Críticas profissionais |
| Avaliações da crítica  | Avaliações da crítica  |
| Fonte                  | Avaliação              |
| ---------------------- | ---------------------- |
| O Propagador           | [ 5 ]                  |

O álbum foi lançado em 1994 pela gravadora Gospel Records. Retrospectivamente, o guia discográfico do O Propagador atribuiu uma cotação de 3 estrelas de 5, com o argumento de que Esperança é uma continuação do estilo de Brother, "possui até algumas canções interessantes, como 'Orgulho', mas a interpretação dada a elas não chega a surpreender".
Em outubro de 2020, o trabalho foi lançado nas plataformas digitais.

## Faixas
Todas as músicas por Brother Simion e Estevam Hernandes, exceto onde anotado.
1. "Jeff" - 5:48
2. "Father of Love" - 3:30 (Brother Simion)
3. "Voz do Oriente" - 4:24
4. "Esperança" - 4:19
5. "Sopra Espírito" - 3:57  (Brother Simion e Sônia Hernandes)
6. "Louvai" - 3:46
7. "Orgulho" - 4:06
8. "Estrela" - 3:41 (Brother Simion)
9. "Jabuticaba" - 3:57
10. "Touch" - 3:48 (Brother Simion)

## Ficha técnica
A seguir estão listados os músicos e técnicos envolvidos na produção de Esperança:
- Produção executiva: Estevam Hernandes
- Produção musical: Brother Simion e Rick Bonadio
- Mixagem: Rick Bonadio e Brother Simion
- Voz, Violão de 6 cordas, Guitarra e Violão de 12 Cordas: Brother Simion
- Sequencer, Guitarra Wah-Wah e Teclados: Rick Bonadio
- Baixo na música "Jaboticaba": Jader Junqueira (Jadão)
- Fotos: Motaury - Israel (Jerusalém)